# Cicindela lusitanica
Cicindela lusitanica é uma espécie de insetos coleópteros pertencente à família Carabidae.
A autoridade científica da espécie é Mandl, tendo sido descrita no ano de 1935.
Trata-se de uma espécie presente no território português.